# Kids (singel Robbie’ego Williamsa i Kylie Minogue)
Kids – singiel brytyjskiego piosenkarza Robbiego Williamsa i australijskiej piosenkarki Kylie Minogue, wydany 9 października 2000. Singel został umieszczony na trzecim albumie studyjnym Williamsa pt. Sing When You’re Winning i siódmej płycie Minogue pt. Light Years.
Utwór napisał Williams i Guy Chambers, który wyprodukował piosenkę ze Steve’em Powerem. Piosenka zawiera sample z utworu „Give Me Your Love” zespołu The Sisters Love.
Singel był notowany na wielu światowych listach przebojów, dotarł m.in. do drugiego miejsca UK Singles Chart w Wielkiej Brytanii i piątego miejsca na Single Top 40 w Nowej Zelandii. Uzyskał certyfikat srebrnej płyty za sprzedaż w 235 tys. egzemplarzy w Wielkiej Brytanii.